# Wim Vriend
Willem Jan Frederik Vriend, detto Wim (Amsterdam, 9 novembre 1941 – Amstelveen, 30 settembre 2021), è stato un pallanuotista olandese.

## Biografia
Ha partecipato, come membro del Paesi Bassi, alle Olimpiadi di Tokyo 1964, assieme al fratello Harry Vriend.